# 永宁江
永宁江，為中國浙江省的一條河流，发源自黄岩大尖山，干流全长80公里。其中上游大横溪，黄岩溪，永宁溪至长潭水库长约34公里，水库以下至三江口称永宁江，（又称澄江）长43公里。流域面积889，80平方公里，与灵江相汇称椒江。
汇入永宁江的支流有小坑港、柔极溪、杨岙溪、九溪、元洞溪、屿龚浦、西江等。最大的是西江，自太湖山向北至西江闸注入。